# Светислав Станковић
Светислав Станковић (Печењевце, 15. јануар 1915 — Бубањ, март 1942) био је учитељ и истакнути борац у оквиру НОП-а.

## Биографија
Оца дуго није видео због ратова. Усвојили су га стриц Тодор Станковић, кафеџија, и његова жена Марија. Основну школу је завршио у свом селу, гимназију у Лесковцу 1930. године, а затим је уписао Учитељску школу у Скопљу пошто су у Алексинцу била попуњена сва места и завршио је 1935. године са одличним успехом. Године 1936. примљен је у чланство СКОЈ-а. Био је активан у ђачкој литерарној дружини "Српско коло" и писао је левичарске радове, те је и кажњен укором. Преко лета је долазио у своје село и ту је агитовао, нарочито међу својим вршњацима које је окупљао увече заједно са Тихомиром Ракићем. Помагао је својима у пољопривредним пословима преко дана иако је телесно био слаб.
Своје прво запослење као учитељ добио је 28. септембра 1935. године у селу Мекиш. Због политичког рада премештен је у македонско село Пехчево, међутим, није одмах отишао јер је служио војни рок од 1. новембра 1937. до 1. августа 1938. године. Тамо је добио најпре чин поднаредника, а потом је полагао испит и постао резервни потпоручник. Након тога је отишао у Пехчево, где је већ новембра 1938. постао управник школе. И тамо је агитовао међу народом и временом је постао драг народу. По својој молби 30. новембра 1939. године премештен је са службом у Самариновац. У мају 1940. године полагао је државни учитељски испит у Скопљу и положио је са врло добрим успехом. Почетком јесени исте године учлањен је у КПЈ, а потом је позван на војну вежбу у Врању. Након почетка окупације, дао се у неуморан политички рад за партију, све док није ухапшен и спроведен у Ниш, 4. фебруара 1942. године. Био је у затвору у Специјалној полицији у Нишу, али је и адвокат близак са његовим стрицем одбио да га брани јер се овај јавно изјашњавао за КПЈ. У марту је изведен из затвора и пребачен у логор Црвени крст. Ту му се губи поуздан траг, мада највише има тврдњи у прилог томе да је стрељан на Бубњу већ истог месеца.